# 長翅條鰍
長翅條鰍（學名：Nemacheilus longipinnis）為輻鰭魚綱鯉形目條鰍科條鰍屬的其中一種。分布於亞洲印尼淡水流域，體長可達5.1公分，棲息在河川底層水域，生活習性不明。

## 扩展阅读
維基物種上的相關：長翅條鰍